# 杜佩奇縣
杜佩奇縣（英語：Du Page County）是美国伊利诺伊州東北部的一個縣，面積872平方公里。根據2020年美國人口普查，共有人口93萬559人，為全州第二多。縣治惠頓。該縣成立於1839年2月9日。縣名來自杜佩奇河（河名紀念1800年代一位在河岸進行貿易的法國人）。费米国立加速器实验室位於本縣。

## 外部連結
- 官方网站
- DuPage Convention & Visitors Bureau （页面存档备份，存于）
- DuPage County Fair Grounds （页面存档备份，存于）
- DuPage County Historical Society （页面存档备份，存于）
- Forest Preserve District of DuPage County （页面存档备份，存于）
- Forest Preserve District of DuPage County Golf Facilities （页面存档备份，存于）

41°50′N 88°05′W / 41.833°N 88.083°W